# Licínio Soares
Licínio Soares es un deportista brasileño que compitió en taekwondo. Ganó una medalla de oro en el Campeonato Panamericano de Taekwondo de 2008, en la categoría de –72 kg.

## Palmarés internacional
| Campeonato Panamericano | Campeonato Panamericano | Campeonato Panamericano | Campeonato Panamericano |
| Año                     | Lugar                   | Medalla                 | Categoría               |
| ----------------------- | ----------------------- | ----------------------- | ----------------------- |
| 2008                    | Caguas (Puerto Rico)    | Medalla de oro          | –72 kg                  |